# برمینگم (آلاباما)
برمینگم ‎/ˈbɜːrmɪŋəm/‎(به انگلیسی: Birmingham) بزرگ‌ترین شهر ایالت آلاباما در آمریکاست.

## موقعیت
بیرمنگام در موقعیت مرکزی ایالت آلاباما قرار دارد. با توجه به اطلاعات اداره آمار آمریکا مساحت آن در حدود ۳۹۳٬۵ است.

## مردم‌شناسی
با توجه به آمار سال ۲۰۰۰ جمعیت آن ۲۴۲۸۲۰ نفر، ۹۸۷۸۲ خانواده در آن ساکن هستند.
تعداد ۱۱۱۹۲۷ واحد خانه در هر مساحت تقریبی (۲۸۸٬۳akm²) قرار دارد.
۲۵٪ درصد از خانواده‌های فرزند زیر ۱۸ سال داشتند که از این تعداد ۳۱٬۱٪ درصد زوج بوده و ۲۴٬۶٪ درصد زنان بدون شوهر و ۴۰٪ درصد نیز غیر خانواده بودند.
متوسط درآمد یک خانواده در حدود ۳۱۸۵۱ دلار است و زنان درآمد متوسط ۲۸۱۸۴ دلار، و مردان درآمد متوسط ۲۳۶۴۱ دلار بدست می‌آورند.
نزدیک به ۷۰٪ جمعیت شهر برمینگهم را سیاهپوستان تشکیل می‌دهند.

## اقتصاد
فرودگاه بین‌المللی برمینگهام (آلاباما) مهم‌ترین فرودگاه ایالت است.
دانشگاه آلاباما در برمینگام در این شهر قرار دارد، و بزرگ‌ترین استخدام‌کننده شهر نیز می‌باشد. مرکز درمانی آن بخصوص دارای وسعت و شهرت زیادی در منطقه است.

## شهرهای خواهر
شهرهای خواهر برمینگهم عبارتند از:
| - هیتاچی، ایباراکی، ژاپن از ۱۹۸۳ - گورو، زیمبابوه - زکسفهرور، مجارستان از ۲۰۰۱ - پامیلیانو دارکو، ایتالیا - وینیتسیا، اکراین از ۲۰۰۳ - آنشان، چین - پلزن، جمهوری چک از ۲۰۰۵ | - ال کرک، اردن - وینبا، غنا از ۲۰۰۹ - گودیاوی، سنگال از ۲۰۰۵ - روش حایین، اسرائیل از ۲۰۰۵ - میباشی، ژاپن - ناحیه‌ای در پکن، چین - کوبان، گواتمالا |